# Уразовское викариатство
Ура́зовское викариа́тство — историческое викариатство Воронежской епархии Русской православной церкви, существовавшее в 1924—1928 годах.

## История
Летом 1924 года духовенство и прихожане 12 приходов Уразовского викариатства Воронежской епархии избрали епископа Митрофана (Русинова) своим предстоятелем и просили священноначалие благословить это избрание.
Месторасположением викариатства была определена слобода Уразово Валуйского уезда Воронежской губернии. С 1928 года епископы в Уразово не назначались, и викариатство прекратило свое существование.

## Епископы
- лето 1924 — январь 1926 — Митрофан (Русинов)
- май — 30 октября 1926 — Мелхиседек (Аверченко)
- октябрь — декабрь 1926 — Синезий (Зарубин)
- 13 июля 1927 — 27 января 1928 — Алексий (Буй)